# Ustaška mladež

Emblem der Ustaška mladež

Die Ustaška mladež (Ustascha-Jugend), kurz UM, war die Jugend- und Nachwuchsorganisation der faschistischen Ustascha im Unabhängigen Staat Kroatien (NDH) während des Zweiten Weltkriegs.
Die UM wurde mit Rechtsverordnung vom 4. November 1941 vom kroatischen Staatsführer Ante Pavelić nach dem Vorbild der Hitlerjugend gebildet. Die Untergruppen der UM waren Ustaška uzdanica (Ustascha-Hoffnung) für Grundschüler vom 7. bis 11. Lebensjahr, Ustaški junaci und junakinje (Ustascha-Helden) vom 11. bis 15. Lebensjahr sowie die Ustaška Starčević mladež (Ustascha-Starčević-Jugend) vom 15. bis 21. Lebensjahr.

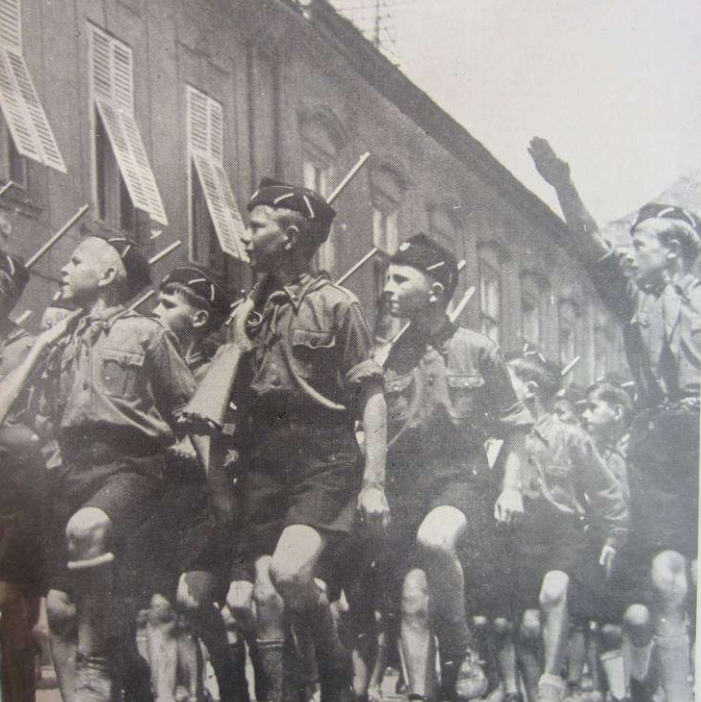
Parade der Ustaška mladež am 10. April 1944 auf dem Markusplatz in Zagreb.

Zum Führer der UM wurde der Mathematikprofessor Ivan Oršanić (1904–1968) ernannt.